# ألغاز يابانية

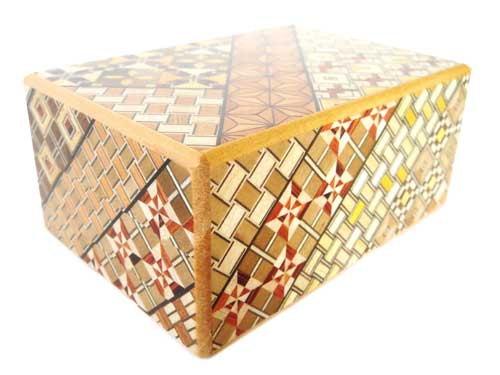
صندوق الألغاز الياباني هو الصندوق السري الياباني التقليدي الذي نشأ في فترة إيدو الغنية ثقافيًا في اليابان.

يشير تعبير «لغز ياباني» إلى لغز من الألغاز المنطقية التي كانت شائعة في اليابان أكثر منها في الغرب، حيث تنتشر ألعاب الكلمات.
تعتبر شركة نيكولي أكبر شركة لإنتاج ونشر الأحاجي في اليابان حالياً.

## تاريخياً
لليابانيين دور كبير في اختراع وتطوير الكثير من الألغاز، واليابانيون بصورة عامة مولعون بألغاز الأرقام المنطقية ولهم الفضل في اختراع، أو على الأقل، تطوير أنواع من الألغاز التي سميت بأسماء يابانية، منها سودوكو وكاكورو (تقاطع المجموع) والسلي لين (الحواجز) وهانجي و هاتوري، وغيرها. 

وقد سميت هذه الألغاز بالألغاز اليابانية على الرغم من أن قسماً منها ليست اختراعاً يابانياً، لكنها طُورت في اليابان وانتشرت على نطاق واسع وفي العديد من المجلات والكتب اليابانية. وغالباً ما يطلق مصطلح (اللغز الياباني Japanese puzzle) على السودوكو أو الهانجي (الصورة الرقمية).

## قائمة الألغاز اليابانية
هناك ألغاز كثيرة تندرج تحت مصطلح (ألغاز يابانية). وهذه الألغاز هي:
1. سودوكو Sudoku
2. كاكورو Kakuro
3. الحواجز Fences
4. هانجي (الصورة الرقمية) Hanjei
5. الصبغ المتتابع Tail paint
6. الزجاجة المكسورة Broken glass
7. هياواكي Heyawake
8. هيتوري Hitori
9. سفن المعركة Battle ships
10. كوروماسو Kuromasu
11. نوريكاب Nurikabe
12. سيكاكو Sikaku
13. ستريمكو Strimko
14. ترايكون Trigon
15. المسار الأبجدي ABC path
16. الجسور Bridges
17. فليمينو Fillomino
18. فوتوشيكي Futoshiki
19. كاكوراسو Kakurasu
20. المصابيح Light up
21. ناطحات السحاب Skyscraper
22. الخيام Tents
23. لتس Lits
24. ماسيو Masyu
25. ياجيلين Yajilin
26. سورارومو Surarumo
27. الطريق اCountry road
28. الحقيبة Bag
29. حزم الاشعة Beams
30. التقسيم Devide
31. ياجيسان Yajisan
32. ربط الأرقام Number link
33. التموجات Ripple
34. جوكيجين Gokigen
35. جويشي Goishi
36. كين كون كان (لغز المرايا) Kin Kon Kan
37. هيتادو Hitado
38. مجموع الخط Someline
39. تقاطع الأرقام Cross numbers
40. كاروجي Karuji